# Chauffailles
Chauffailles este o comună în departamentul Saône-et-Loire, Franța. În 2009 avea o populație de 3.939 de locuitori.

## Evoluția populației
| An        | 1975  | 1982  | 1990  | 1999  | 2006  | 2009  |
| --------- | ----- | ----- | ----- | ----- | ----- | ----- |
| Populație | 4.955 | 4.831 | 4.485 | 4.119 | 3.998 | 3.939 |